# Pero I d'Alagón
Pero I d'Alagón (? - 1510) va ser un noble valencià d'origen aragonès, camarlenc del rei Ferran II d'Aragó, 10è Senyor de Sástago, 8è senyor de Pina de Ebro i Alcubierre.

## Orígens familiars
Fill de Blasco IV d'Alagón i de Blanca d'Híxar.

## Núpcies i descendents
El 19 de setembre del 1489 es casà amb Joana d'Olcina i Centelles, filla de Joan d'Olcina Centelles i de Johana Ferrandis d'Heredia. El matrimoni tingué els següents fills:
- Blasco V d'Alagón (o Blasco I de Sástago), casat amb Ana d'Espés i Fabra
- Beatriu d'Alagón